# 65P/Gunn
65P/Gunn, komet Jupiterove obitelji. 